# Geomdan-dong (Incheon)
Geomdan-dong (koreanska: 검단동) r en stadsdel i staden Incheon i Sydkorea, 28 km väster om huvudstaden Seoul. Den ligger i stadsdistriktet Seo-gu. Fram till 1 juli 2018 hette den Geomdan 1-dong.